# San Thang
San H. Thang AC (* 28. August 1954 in Saigon) ist ein aus Vietnam stammender australischer Chemiker (Makromolekulare Chemie).
Thang studierte Chemie an der Universität von Saigon (Bachelor-Abschluss 1976), war Chemiker in einer Nähmaschinenfabrik in Vietnam bis 1979 und kam dann als Flüchtling nach Australien. Er setzte sein Studium an der Griffith University in Brisbane fort mit dem Bachelor-Abschluss 1983 und der Promotion 1987 in Polymerchemie. Ab 1986 war er bei der CSIRO. Dort blieb er bis auf eine Zeit als Industriechemiker bei ICI Australia 1987 bis 1990. Er wurde Chief Research Scientist der CSIRO. 2015 wurde er Professor an der Monash University, wo er schon seit 2010 Adjunct Professor war. Er war auch Adjunct Professor in Bangkok.
Er ist mit Ezio Rizzardo und Graeme Moad Entwickler der RAFT-Polymerisation. Ihre Veröffentlichung 1998 gehört zu den hochzitierten Arbeiten in der Chemie und Thang gehört zu den Thomson Reuters Citation Laureates.